# Huile de pépins de raisin

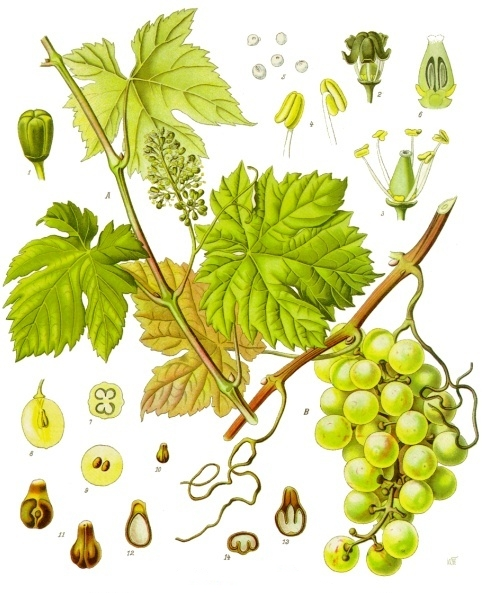
Dessin de Vitis vinifera.

L'huile de pépins de raisin est une huile riche en acides gras.

## Composition
| Composé                                 | Famille d'acide gras | Teneur pour 100g |
| --------------------------------------- | -------------------- | ---------------- |
| Acide myristique (saturé)               |                      | 0,1 g            |
| Acide palmitique (saturé)               |                      | 6,7 g            |
| Acide stéarique (saturé)                |                      | 2,7 g            |
| Acide oléique (mono-insaturé)           | ω-9                  | 15,8 g           |
| Acide palmitoléique (mono-insaturé)     | ω-7                  | 0,3 g            |
| Acide linoléique (poly-insaturé)        | ω-6                  | 69,6 g           |
| Acide alpha-linolénique (poly-insaturé) | ω-3                  | 0,1 g            |
| Acides gras trans                       |                      | -                |
| Total acides gras saturés               |                      | 9,6 g            |
| Total acides gras mono-insaturés        |                      | 16,1 g           |
| Total acides gras poly-insaturés        |                      | 69,9 g           |
| Vitamine E                              |                      | 28,8 mg          |
| Vitamine K                              |                      | -                |

L'huile de pépins de raisin ne contient pas de proanthocyanidols détectables car ceux-ci sont insolubles dans les lipides.
Elle contient 11% de matières grasses saturées. Elle est l'une des huiles végétales les plus riches en acides gras essentiels de la catégorie des oméga-6. On note cependant sa pauvreté en acides gras essentiels de la catégorie des oméga-3.

## Utilisation
Elle peut se conserver relativement bien après un raffinage convenable. Elle est utilisée dans les salades, comme huile de cuisson et dans la préparation de certaines margarines.
Elle peut également être utilisée en cosmétique, notamment en démaquillant.
La France en produit annuellement 5 000 tonnes et l'Italie 20 000 tonnes.